# Karatkuti
Karatkuti (em persa: كراتكوتي, também romanizada como Karātkūtī) é uma aldeia do distrito rural de Kelarabad, no condado de Abbasabad, da província de Mazandaran, Irã.
No censo de 2006, sua população era de 596 habitantes, em 158 famílias.